# Rafael Hardisson y Espou
Rafael Hardisson y Espou est un homme politique et chef d'entreprise espagnol né à Santa Cruz de Tenerife, (Tenerife, les Canaries) le 10 décembre 1860 et mort en mer à bord du Villa de Madrid le 12 juillet 1933. Il appartient à une des familles les plus influentes de l'île de Tenerife au XIXe siècle.
Producteur viticole, il fut directeur de la maison Hardisson Frères, et fondateur de la Compagnie Électrique de Santa Cruz de Tenerife, la Société Anonyme de Tramways Électriques, ainsi que du Collège San Ildefonso de Santa Cruz de Tenerife. Il a été représentant de nombreuses compagnies de navigation, dont la Compagnie Générale Transatlantique, qui a permis le déplacement des émigrants canariens vers Cuba, et la Compagnie des Chargeurs Réunis, chargée d'exporter les fruits canariens à Bordeaux. Il a également développé les croisières de tourisme. Entre février 1921 et mai 1922, il fut président du Conseil des travaux du port de Santa Cruz de Tenerife, avec Rafael Clavijo et Aznar de la Torre comme ingénieur en chef.
Il a été Président de la Chambre de Commerce et d'Industrie de Santa Cruz de Tenerife et Consul de la Colombie et du Portugal à Tenerife. Il a reçu la Croix du Mérite Naval, et était Chevalier de l'Ordre Militaire du Christ du Portugal et de l'Ordre Royal de Charles III.